# ولی‌الله محرابی
دکتر ولی‌الله محرابی پزشک، جراح و استاد دانشگاه تهران، ملقب به پدر جراحی اطفال ایران، متولد ۲۰ خرداد سال ۱۳۱۶ در امیرنان، طالقان است. وی در سال ۱۳۵۹ از سوی دانشگاه تهران به عنوان بنیانگذار رشته جراحی کودکان در ایران شناخته شد.

## زندگی‌نامه
محرابی دیپلم علوم تجربی را از دبیرستان هدف تهران دریافت نمود و سپس در رشته پزشکی دانشگاه آنکارا و استانبول، ترکیه فارغ‌التحصیل شد. دکتر محرابی نخستین دانشجویی است که دوره هفت ساله دکترای عمومی را در کم‌تر از ۵ سال به پایان رسانید و با رتبه ممتاز فارغ‌التحصیل شد.
وی سپس برای ادامه تحصیل به کشور آلمان رفت و در دانشگاه بن دوره جراحی عمومی و سپس دوره آموزشی بیهوشی و رادیولوژی را نیز به پایان رساند؛ ولی‌الله محرابی در زمان تحصیل و آموزش دانشجویان و دستیار جراحی به دانشگاه فرانکفورت آمد و به عنوان عضو کادر هیئت علمی انتخاب شد. او دوره‌های مختلف تخصصی را همگام با فعالیت علمی در دانشگاه‌های هایدلبرگ و مونیخ (آلمان)، پنسیلوانیا (آمریکا) و زوریخ (سوییس) گذراند و در کنار اساتید بزرگ رشته جراحی کودکان کسب دانش و مهارت نمود.
دکتر ولی‌اللّه محرابی در سال ۱۳۵۲ به دعوت جامعه علمی ایران، به ایران بازگشت و به عنوان دانشیار در دانشگاه تهران آغاز به کار کرد. وی در سال ۱۳۵۸، به عنوان جوان‌ترین استاد دانشگاه، به درجه علمی استادی نایل آمد.
دکتر محرابی در اردیبهشت ماه سال ۱۳۹۲ در دهمین دوره نکوداشت مقام استاد طی سخنانی گفت: « شکر خدا را که امروز در علم جراحی کودکان به جایی رسیده‌ایم که سخت‌ترین ناهنجاری‌هایی که برای یک نوزاد به وجود می‌آید با این امکاناتی که در اختیار است درمان می‌شود..

## تحصیلات و مدارک علمی
- فارغ‌التحصیل دانشکده پزشکی دانشگاه آنکارا (ترکیه)
- بورد تخصصی جراحی عمومی (آلمان - ۱۹۶۸)
- بورد تخصصی جراحی کودکان (آمریکا - آلمان ۱۹۷۱)
- فوق تخصص تروماتولوژی و فلوشیپ رادیولوژی و بیهوشی

## سمت علمی و مسئولیت اجرایی
خارج از ایران
- رئیس بخش جراحی بیمارستان سنت دوهانس دویسبورگ دانشگاه بن (آلمان - ۱۹۶۶)
- رئیس بخش جراحی بیمارستان لاستروپ (آلمان - ۱۹۶۷)
- عضو گروه پیوند کبد دانشگاه بن (آلمان - ۱۹۶۸)
- عضو هیئت علمی دانشکده پزشکی دانشگاه فرانکفورت (آلمان - ۱۹۷۰)
- رئیس بخش جراحی بیمارستان افن باخ دانشکده پزشکی دانشگاه فرانکفورت مدیرکل اورژانس شهر افن باخ (آلمان - ۱۹۷۰)

ایران
- رئیس بخش جراحی بیمارستان بهرامی (۱۳۵۲)
- مدیر گروه جراحی کودکان دانشگاه تهران (۱۳۵۷)
- ریاست بیمارستان بهرامی (۱۳۵۸–۱۳۵۶)
- عضو هیئت ممتحنه بورد جراحی عمومی از (۱۳۵۷ تاکنون)
- دبیر هیئت ممتحنه جراحی کودکان (۱۳۵۷
- بنیانگذاری رشته فوق تخصصی جراحی کودکان و مؤسس اولین بخش آموزشی این رشته در بیمارستان بهرامی (۱۳۵۹)
- معاونت آموزشی دانشکده پزشکی دانشگاه آزاد اسلامی (۱۳۵۹)
- مؤسس دانشکده پزشکی دانشگاه آزاد اسلامی واحد تنکابن (۱۳۶۰)
- ریاست بیمارستان و بخش جراحی بیمارستان امیرکبیر (۱۳۶۰)
- مؤسس جامعه جراحان ایران و ریاست این جامعه (۱۳۶۴)
- مشاور معاونت پژوهشی وزارت بهداشت، درمان و آموزش پزشکی (۱۳۶۷)
- مشاور معاونت امور فارغ التحصیلان کشورهای آلمان - اتریش - فنلاند و ترکیه (۱۳۶۷)
- مؤسس انتشارات دائرةالمعارف تاریخ پزشکی (۱۳۷۰)
- عضو وابسته فرهنگستان علوم پزشکی ایران از (۱۳۷۰)
- مؤسس انجمن نئو ناتولوژی (۱۳۷۴)
- مؤسس و رئیس انجمن دوستی فرهنگی ایران و آلمان (۱۳۷۵)
- مؤسس و رئیس انجمن فارغ التحصیلان آلمانی زبان در ایران (۱۳۷۸)
- ریاست بخش جراحی بیمارستان طبی کودکان تهران (۱۳۷۸)
- مؤسس انجمن ایرانی تاریخ پزشکی (۱۳۷۹)
- عضو هیئت مدیره سازمان نظام پزشکی (۱۳۸۱)
- رئیس هیئت تجدید نظر سازمان نظام پزشکی (۱۳۸۵)
- ریاست طرح راهبردی جراحی کودکان (۱۳۸۵)

## آثار و مقالات علمی
- تالیفات: تألیف بیش از ۱۵ جلد کتاب در زمینه‌های گوناگون دانش و تاریخ پزشکی از جمله:

1. ترجمه و تألیف نخستین کتاب جراحی کودکان به زبان فارسی در سال ۱۳۶۳
2. دوره هشت جلدی دائرةالمعارف «تاریخ مصور پزشکی جهان» که در سال ۱۳۸۵ برنده جایزه نخست کتاب سال ایران شد.[۲][۳]

- مقالات: بیش از ۱۰۰ مقاله در نشریات فارسی و ۱۵ مقاله در نشریات بین‌المللی.

## جوایز و تقدیر
- دریافت لوح تقدیر از وزارت بهداشت درمان و آموزش پزشکی به پاس ۳۰ سال دبیری هیئت ممتحنه جراحی عمومی کودکان در سال ۱۳۷۸)
- اعطای عنوان پدر جراحی کودکان ایران (دانشگاه تبریز - ۱۳۷۹)
- دریافت لوح تقدیر از جامعه جراحان آلمان ۱۳۸۰
- لوح تقدیر از وزارت فرهنگ و ارشاد اسلامی به دلیل تألیف کتاب دائرةالمعارف تاریخ مصور پزشکی جهان (۱۳۸۳)
- دریافت جایزه از ریاست جمهور در تألیف کتاب برگزیده سال (۱۳۸۳)
- استاد برگزیده جشنواره ابن سینا (۱۳۸۵)
- استاد برگزیده آکادمی دوسلدورف آلمان (۱۳۸۵)
- دریافت نشان ویژه بنیاد پروفسور یلدا (۱۳۸۹)
- دریافت نشان ویژه Avecina از آلمان
- دریافت جایزه کتاب سال از بنیاد سرور به مناسبت تألیف کتاب جراحی کودکان (۱۳۸۹)
- دریافت نشان ویژه استاد پیشکسوت از دانشگاه تهران (۱۳۸۹)
- دریافت تندیس سمبل آزادی هند از رئیس جامعه جراحان کودکان آسیا (۱۳۸۹)
- دریافت تندیس فرهیختگان بین‌المللی پزشکی از دانشگاه مازندران ۱۳۹۰)
- دریافت تندیس فرهیختگان از دانشگاه‌های مشهد و تبریز.[۴]

## پدر علم جراحی کودکان ایران
در شهریور ۱۳۹۴ طی مراسمی در محل آرشیو اسناد ملی ایران از ولی‌الله محرابی پدر جراحی اطفال ایران به پاس بیش از نیم قرن تلاش درعرصه پزشکی تجلیل شد و هدایا و لوح‌های یادبودی از سوی سازمان نظام پزشکی و پیشکسوتان جامعه پزشکی به وی اعطا گردید. در این مراسم که با حضور دکتر علیرضا زالی رئیس کل سازمان نظام پزشکی، دکتر ایرج فاضل رئیس جامعه جراحان، دکتر سید تقی نوربخش مدیرعامل سازمان تأمین اجتماعی، دکتر رضا ملک‌زاده معاون وزیر بهداشت، سید محمود دعایی رئیس مؤسسه اطلاعات و جمعی از پیش گامان جامعه پزشکی انجام شد از دائرةالمعارف تاریخ مصور پزشکی جهان اثر ارزشمند دکتر محرابی نیز رونمایی شد. همچنین جمعی از مدعوین با سخنانی از زحمات دکتر محرابی و خدمات وی به جامعه پزشکی و جراحان ایران و تلاش در جهت درمان نوین کودکان ایران قدردانی کردند.